# Spathius tros
Spathius tros är en stekelart som beskrevs av Nixon 1943. Spathius tros ingår i släktet Spathius och familjen bracksteklar. Inga underarter finns listade i Catalogue of Life.